# Erik Klem
Erik Walter Klem (Tikøb, 1886. július 25. – Koppenhága, 1965. április 28.) olimpiai ezüstérmes dán tornász.
Az 1906. évi nyári olimpiai játékokon indult tornában és csapat összetettben ezüstérmes lett. (Később ezt az olimpiát a Nemzetközi Olimpiai Bizottság nem hivatalosnak nyilvánította)
Klubcsapata a Gymnastik- og Svømmeforeningen Hermes volt.
Testvére, Harald Klem vele együtt lett ezüstérmes tornában, valamint úszóként is versenyzett az olimpián.